# Elecciones federales de México de 1880
Las elecciones federales de México de 1880 se llevaron a cabo en dos jornadas: las primarias el 27 de junio de 1880 y secundarias el 12 de julio del mismo año. 
En ellas se eligieron los siguientes cargos de elección popular:
- Presidente de la República. Jefe de Estado y de Gobierno de México, electo por un periodo de cuatro años, desde 1877, sin posibilidad de reelección inmediata, para cubrir el cuatrienio 1880-1884 y del que tomó posesión el 1 de diciembre. El candidato electo fue Manuel González Flores.
- Diputados federales. Miembros del Congreso de la Unión, todos electos por mayoría relativa por cada distrito electoral para un periodo de dos años, para conformar la X Legislatura.

## Resultados electorales presidenciales
|  | 76.72 % |

|  | 9.10 % |

|  | 7.15 % |

|  | 3.50 % |

|  | 1.10 % |

|  | 0.51 % |

|  | 100.00 % |